# Rodrigo Farias
Rodrigo Mota de Farias (Recife, 11 de fevereiro de 1983), é um empresário e político brasileiro. É deputado estadual de Pernambuco pelo PSB.

## Biografia
Rodrigo Farias ocupa pela primeira vez uma cadeira na câmara estadual. Ele foi eleito em 2022 com 45.220 votos.